# Javier Fernández López
Javier Fernández López (Madrid; 15 de abril de 1991) es un patinador español, campeón del Mundo en 2015 y 2016, siete veces consecutivas campeón de Europa en 2013, 2014, 2015, 2016, 2017, 2018, 2019 y tres veces campeón de España en las categorías juvenil (júnior) y ocho veterano (sénior). Ha participado en los Juegos Olímpicos de 2010, 2014 y 2018, ganando en esta última cita la medalla de bronce. Reside en la ciudad canadiense de Toronto, donde estudia y se entrena bajo la dirección del entrenador Brian Orser, antiguo campeón mundial. Fue uno de los primeros patinadores en incluir tres pases de saltos cuádruples en el programa libre y dos en el programa corto. En noviembre de 2018 anunció su retirada tras el Campeonato Europeo de Patinaje Artístico sobre Hielo de 2019. Esta se hizo efectiva tras ganar su séptimo título europeo consecutivo en esos campeonatos.

## Biografía

### Comienzos
Javier Fernández nació en Madrid y creció en el barrio de Cuatro Vientos. Es primo lejano del futbolista Iker Casillas. Comenzó en el patinaje en el Club Igloo de Majadahonda, donde sus entrenadores fueron Carolina Sanz e Iván Sáez. Posteriormente y, tras la marcha de su hermana, él y sus padres decidieron que Javier entrenara a las órdenes de Mikel García en Jaca. Tras dos años entrenando en Jaca, regresa a Madrid donde cambia de entrenador y de club, pasando a pertenecer el Club Circus Villalba y entrenarse a las órdenes de Jordi Lafarga Club Circus Villalba. Posteriormente volvió al Club Igloo y continuó con Lafarga. En la temporada 2007-2008 alcanzó la decimoséptima posición en el Campeonato Europeo, pero no logró clasificarse para el programa libre en el Campeonato Mundial. Actualmente forma parte del Club Ice Leganés, donde su hermana es además entrenadora.

### Temporadas 2008-2011
En 2008, empezó a entrenarse con Nikolái Morózov, expatinador ruso, en la pista de Hackensack, en Nueva Jersey (Estados Unidos). Participó en los Juegos Olímpicos de Vancouver 2010, donde quedó 14.º en la final con una puntuación de 206,68. Esta fue la primera vez desde 1956 en que un patinador español competía en la categoría de patinaje artístico masculino en los Juegos Olímpicos de Invierno. En el Campeonato Mundial de 2011 celebrado en Moscú, llegó a la décima posición, la mejor actuación de un patinador español en la historia de esta competición. Tras el cierre de esta temporada decidió poner fin a la relación deportiva con Morózov y pasó a formar parte de los alumnos de Brian Orser.

### Temporada 2011-2012

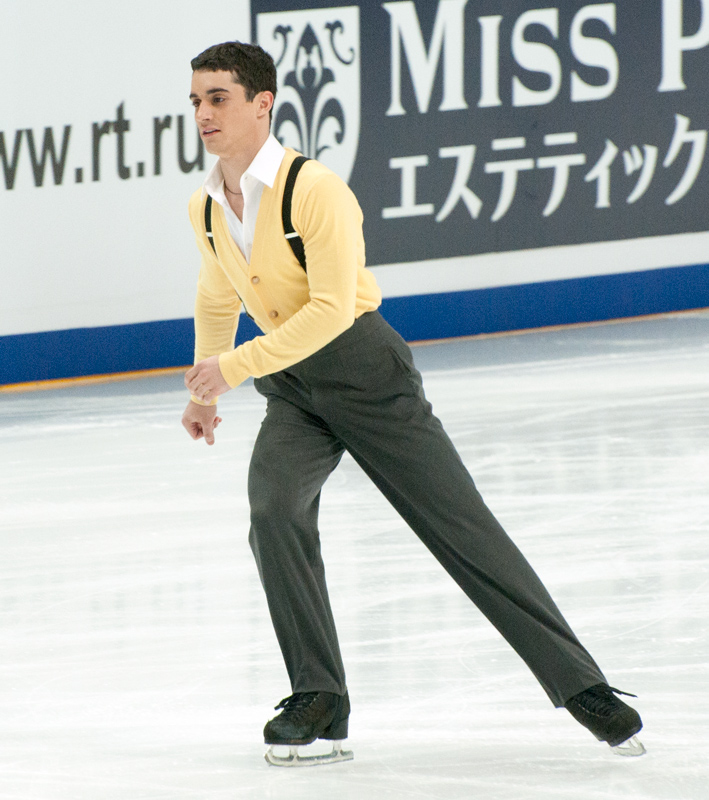
Fernández en la Copa Rostelecom de 2011.

En la temporada 2010-2011 consiguió, por primera vez en la historia para un patinador español, clasificarse para la final del Grand Prix de patinaje artístico sobre hielo, al obtener sendas medallas de plata en las competiciones Skate Canada International y la Copa Rostelecom en Rusia. Ganó la medalla de bronce en la final, además de alcanzar su mejor puntuación en el programa libre de una competición internacional.
En el Campeonato Europeo se situó en cuarta posición tras el programa corto, pero cometió varios errores en los saltos del programa libre: no logró efectuar un axel triple y tuvo otros fallos en las combinaciones de saltos. Como consecuencia, bajó al sexto lugar en la clasificación final. En el Campeonato Mundial patinó bastante bien en el programa corto y alcanzó la quinta plaza en esta parte de la competición, pero cometió errores en varios elementos en el programa libre y quedó 14.º en esta fase. A pesar de ello se mantuvo en la novena posición en la clasificación general, mejorando un puesto con respecto al año anterior.

### Temporada 2012-2013
Fernández ganó el Skate Canada en 2012, tras acabar por delante del campeón mundial vigente y número 1, Patrick Chan, tanto en el programa corto como en el programa libre, su mejor resultado hasta la fecha en una competición internacional. En el Trofeo NHK obtuvo el tercer puesto en el programa corto, pero patinó mal en el programa libre y acabó cuarto en la clasificación general. Este resultado le permitió clasificarse para la final del Grand Prix. En la final obtuvo una puntuación baja en el programa corto. Ganó el segmento del programa libre, con una actuación que incluyó tres saltos cuádruples y que le valió su mejor puntuación hasta la fecha, pero que no fue suficiente para ganar una medalla.
En el Campeonato Europeo de Zagreb, obtuvo el segundo puesto en el programa corto, por detrás del francés Florent Amodio, pero en el programa libre consiguió 186,07 puntos y superó a Amodio en la clasificación final por más de 24 puntos, lo que supuso el mejor resultado obtenido por un patinador español en una competición internacional hasta entonces. En marzo del mismo año obtuvo la medalla de bronce en el Campeonato Mundial en London (Canadá) aunque con fallos en ambas fases de la competición.

### Temporada 2013-2014
Participó en los eventos del Grand Prix Trofeo NHK y Copa Rostelecom, donde obtuvo el quinto y tercer puestos respectivamente tras varios fallos en la ejecución de los programas; estos resultados no fueron suficientes para clasificarse para la final. En el Campeonato Europeo, celebrado en Budapest, logró su mejor puntuación hasta la fecha en el programa corto y consiguió revalidar el título de campeón europeo.
Tomó parte en los Juegos Olímpicos de Sochi, donde portó la bandera del equipo español en el desfile de inauguración. Tras acabar tercero en el programa corto, cometió errores en el programa libre y descendió un puesto en la clasificación general, a menos de dos puntos de la medalla de bronce. Recibió críticas por parte del colectivo de lesbianas, gais, transexuales y bisexuales de Madrid (COGAM) a raíz de una entrevista al diario El Mundo en la que, al preguntársele su opinión por la «ley antigays del Gobierno ruso» sugería que los deportistas gais se «cortaran» durante los juegos para evitarse problemas. El patinador se disculpó posteriormente por sus palabras.
En marzo, participó en el Campeonato Mundial, celebrado en Saitama, Japón. En el programa corto, consiguió su mejor puntuación hasta la fecha en ese segmento de la competición y se clasificó segundo, pero retrocedió una posición tras el programa libre tras rebajar el nivel de dificultad en dos de los saltos del programa y recibió la medalla de bronce.

### Temporada 2014-2015
Obtuvo la medalla de plata en su primera competición de la serie del Grand Prix de la temporada 2014-2015, Skate Canada International; alcanzó el primer puesto en el programa corto, pero perdió una posición tras cometer errores en los saltos cuádruples del programa libre. Dos semanas más tarde, en la Copa Rostelecom 2014 consiguió la medalla de oro, aun con fallos en el programa libre, y se clasificó para la final. En la final del Grand Prix, celebrada por primera vez en España ganó la medalla de plata, remontando desde el quinto puesto del programa corto, en el que sufrió una caída en el salchow cuádruple.
En diciembre de 2014 se integró en el club de patinaje Invernia Valdemoro, cuyas instalaciones ya usaba anteriormente para entrenarse durante sus estancias en España. En enero de 2015 revalidó por tercera vez consecutiva su título de Campeón de Europa. Ganó ambos segmentos de la competición, no sin errores como la caída en el salchow cuádruple, esta vez en el programa libre.
En el Campeonato Mundial de 2015 consiguió la medalla de oro tras acabar segundo tanto en el programa corto como en el programa libre, en el que superó a su principal rival y defensor del título, Yuzuru Hanyu por algo menos de dos puntos.

### Temporada 2015-2016

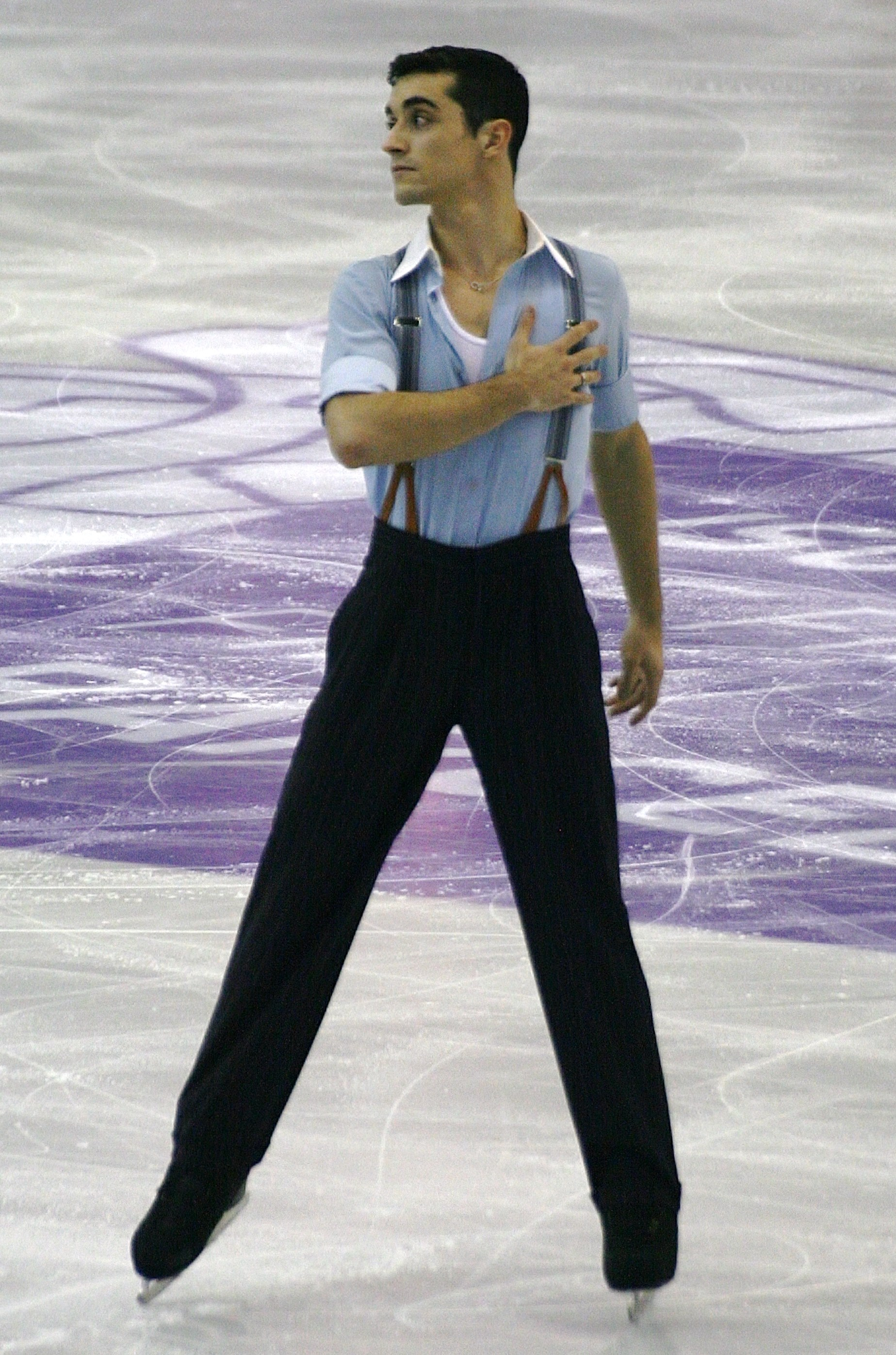
Final Grand Prix 2015

Javier Fernández ganó la Copa de China de 2015, su primera competición del Grand Prix de la nueva temporada. En la Copa Rostelecom obtuvo la segunda plaza en el programa corto a cusa de un fallo en un salto. En el programa libre consiguió una puntuación lo suficientemente alta para hacerse con la medalla de oro, a pesar de sufrir una caída en el toeloop cuádruple. Con estas dos victorias, se clasificó para la Final del Grand Prix en primer lugar.
En la Final, Fernández obtuvo una valoración de 91,52 puntos en el programa corto; esto lo colocó en segundo puesto, 19,43 puntos detrás de su compañero de entrenamientos y campeón defensor, Yuzuru Hanyu. Fernández sobregiró el cuádruple toeloop y cambió el segundo salto de su combinación triple lutz-triple toeloop por un doble. En el programa libre, Javier logró hacer un programa limpio, siendo un toeloop cuádruple sobregirado su único error. Con ello, logró una nueva marca personal de 201,43 puntos en el programa libre y se convirtió en el segundo patinador en la historia en llegar a los 200 puntos en el programa libre. También obtuvo una marca personal en la valoración total, con 292,95 puntos. Fernández, por segundo año consecutivo, ganó la medalla de plata en la Final del Grand Prix, detrás de Yuzuru Hanyu.
En el Campeonato Europeo de 2016 en Bratislava consiguió su cuarto título europeo consecutivo, con una plusmarca europea y personal de 302,77 puntos a pesar de una caída y un fallo en el aterrizaje del primer salto cuádruple en el programa libre.
En el Campeonato Mundial de 2016 en Boston volvió a conseguir la medalla de oro tras acabar segundo en el programa corto y primero en el programa libre, superando a su principal rival Yuzuru Hanyu en casi 20 puntos. Además, consiguió su mejor puntuación final en un campeonato y la tercera más alta de toda la historia.

### Temporada 2016-2017
Javier Fernández inició la temporada 2016-2017 con victorias en sus dos competiciones de la serie del Grand Prix. En la Copa de Rusia quedó segundo en el programa corto tras el japonés Shoma Uno, pero superó la desventaja con una buena ejecución del programa libre. En el Trofeo de Francia ganó por más de 16 puntos a pesar de dos caídas durante el programa libre, clasificándose en primera posición para la Final del Gran Prix. En la Final terminó tercero en el programa corto y descendió al cuarto puesto tras el programa libre. Una semana más tarde se proclamó Campeón de España por séptima vez.
En enero, en el campeonato de Europa celebrado en Ostrava, República Checa, se convirtió en campeón de Europa por quinto año consecutivo. En marzo de 2017 participó en el Campeonato Mundial celebrado en Helsinki. Superó su mejor puntuación hasta la fecha en el programa corto por casi cinco puntos, pero descendió al cuarto puesto de la clasificación a consecuencia de una caída en el salchow cuádruple y otros errores en el programa libre.

### Juegos Olímpicos de Invierno de Pieonchang
En los Juegos Olímpicos de Pieonchang 2018 logró la medalla de bronce en la prueba de patinaje artístico, primera en esa modalidad para España y cuarta medalla en la historia del país en unos Juegos Olímpicos de invierno.
A finales de ese mismo año anunció su retirada tras los Campeonatos de Europa del año siguiente.

### Temporada 2018-2019
Pese a no haber participado en ninguna competición oficial durante once meses, en enero de 2019 participó en el Campeonato Europeo, celebrado en Minsk, donde consiguió su séptima medalla de oro consecutiva. Al finalizar este campeonato, tal como había anunciado unos meses antes, hizo efectiva su retirada.

### Tras la retirada
En 2023, RTVE produjo y emitió la serie documental Javier Fernández. Rompiendo el hielo. La serie fue premiada en los Cannes Corporate Media & TV Awards.
En septiembre de 2023, se convirtió en concursante oficial de  Gran Hermano VIP 8.
En la actualidad forma parte del equipo de entrenadores de la patinadora checa Ekaterina Kurakova.

## Reconocimientos
Por sus éxitos deportivos, Javier Fernández es considerado como el mejor patinador de la historia de España. En 2014 fue el abanderado del equipo español en los Juegos Olímpicos de Sochi. En 2014 se le concedió la Medalla de Plata de la Real Orden del Mérito Deportivo, en 2016 el presidente del gobierno español le impuso la Medalla de Oro de la Real Orden del Mérito Deportivo, la más alta distinción del deporte en España, y en 2017 Javier Fernández recibió la Medalla de Oro de la Comunidad de Madrid.

## Programas
| Temporada | Programa corto                                                     | Programa libre                                                          | Exhibición                                         |
| --------- | ------------------------------------------------------------------ | ----------------------------------------------------------------------- | -------------------------------------------------- |
| 2018-2019 | Malagueña de Paco de Lucía y Plácido Domingo                       | El hombre de La Mancha de Mitch Leigh y Joe Darion                      | Prometo por Pablo Alborán                          |
| 2017-2018 | Tiempos modernos (BSO) de Charlie Chaplin                          | El hombre de La Mancha de Mitch Leigh y Joe Darion                      | Danny Boy por John McDermott                       |
| 2016-2017 | Malagueña de Paco de Lucía y Plácido Domingo                       | Trouble, Fever, Jailhouse Rock por Elvis Presley                        | Danny Boy por John McDermott                       |
| 2015-2016 | Malagueña de Paco de Lucía y Plácido Domingo                       | Guys and Dolls por Frank Sinatra                                        | La marcha de los toreros (Carmen) de Georges Bizet |
| 2014-2015 | Black Betty por Ram Jam                                            | Selección de temas de El barbero de Sevilla por Gioachino Rossini       | When I was your man por Bruno Mars                 |
| 2013-2014 | Satan Takes a Holiday por Larry Clinton                            | Peter Gunn (banda sonora)/Harlem Nocturne por Henry Mancini/Earle Hagen | Aerobic Class                                      |
| 2012-2013 | La máscara del Zorro (banda sonora) por James Horner               | Selección de temas de películas de Charlie Chaplin                      | Lazy song por Bruno Mars                           |
| 2011-2012 | I Love Paris por The Witnesses Petit Fleur por Rene Henri          | Selección de óperas de Giuseppe Verdi                                   | Lazy song por Bruno Mars                           |
| 2010-2011 | Rhumba d'Amour, Nu Pogodi! (BSO) película rusa de dibujos animados | Piratas del Caribe (BSO) por Klaus Badelt y Hans Zimmer                 |                                                    |
| 2009-2010 | Misión: Imposible (BSO) por Hans Zimmer                            | Piratas del Caribe (BSO) por Klaus Badelt y Hans Zimmer                 |                                                    |
| 2008-2009 | Entre dos aguas Paco de Lucía                                      | Matrix (BSO) por Don Davis                                              | I like the way you move por Bodyrockers            |
| 2007-2008 | Requiem for a Dream (BSO) por Clint Mansell                        | La misión (BSO) por Ennio Morricone                                     |                                                    |
| 2006-2007 | Dragon - The Bruce Lee Story (BSO) por Randy Edelman               | El padrino por Nino Rota interpretado por Edvin Marton                  |                                                    |

## Historial de competiciones

### Categoría sénior
| Evento                        | 2006-2007 | 2007-2008 | 2008-2009 | 2009-2010 | 2010-2011 | 2011-2012 | 2012-2013 | 2013-2014 | 2014-2015 | 2015-2016 | 2016-2017 | 2017-2018 | 2018-2019 |
| ----------------------------- | --------- | --------- | --------- | --------- | --------- | --------- | --------- | --------- | --------- | --------- | --------- | --------- | --------- |
| Juegos Olímpicos              |           |           |           | 14.º      |           |           |           | 4.º       |           |           |           | 3.º       |           |
| Campeonato Mundial            | 35.º      | 30.º      | 19.º      | 12.º      | 10.º      | 9.º       | 3.º       | 3.º       | 1.º       | 1.º       | 4.º       |           |           |
| Campeonato Europeo            | 28.º      | 17.º      | 11.º      | 8.º       | 9.º       | 6.º       | 1.º       | 1.º       | 1.º       | 1.º       | 1.º       | 1.º       | 1.º       |
| Campeonato de España          |           |           |           | 1.º       | 2.º       | 1.º       | 1.º       | 1.º       | 1.º       | 1.º       | 1.º       | 1.º       |           |
| Final del Grand Prix          |           |           |           |           |           | 3.º       | 4.º       |           | 2.º       | 2.º       | 4.º       |           |           |
| Trofeo Éric Bompard           |           |           |           | 11.º      |           |           |           |           |           |           | 1.º       | 1.º       |           |
| Skate Canada International    |           |           |           |           | 5.º       | 2.º       | 1.º       |           | 2.º       |           |           |           |           |
| Copa de Rusia/Copa Rostelecom |           |           |           |           | 9.º       | 2.º       |           | 3.º       | 1.º       | 1.º       | 1.º       |           |           |
| Trofeo NHK                    |           |           |           |           |           |           | 4.º       | 5.º       |           |           |           |           |           |
| Copa de China                 |           |           |           |           |           |           |           |           |           | 1.º       |           | 6.º       |           |
| Autumn Classic International  |           |           |           |           |           |           |           |           |           |           |           | 1.º       |           |
| Nebelhorn Trophy              |           |           |           |           |           | 4.º       |           |           |           |           |           |           |           |
| Coupe de Nice                 |           |           |           | 3.º       | 5.º       |           |           |           |           |           |           |           |           |
| Golden Spin of Zagreb         |           | 13.º      |           |           |           |           |           |           |           |           |           |           |           |
| Merano Cup                    |           |           |           | 1.º       |           |           |           |           |           |           |           |           |           |
| NRW Trophy                    |           |           | 3.º       |           |           |           |           |           |           |           |           |           |           |
| Trofeo de Finlandia           |           |           |           |           |           |           | 3.º       |           |           |           |           |           |           |

### Categoría júnior
| Evento                          | 2003-2004 | 2004-2005 | 2005-2006 | 2006-2007 | 2007-2008 | 2008-2009 |
| ------------------------------- | --------- | --------- | --------- | --------- | --------- | --------- |
| Campeonato de España            | 2.º N     |           | 2.º J.    | 1.º J.    | 1.º J.    | 1.º J     |
| Campeonato Mundial Júnior       |           |           |           |           | 13.º      |           |
| Junior Grand Prix, España       |           |           |           |           |           | 4.º       |
| Junior Grand Prix, México       |           |           |           |           |           | 6.º       |
| Junior Grand Prix, Gran Bretaña |           |           |           |           | 11.º      |           |
| Junior Grand Prix, Estonia      |           |           |           |           | 9.º       |           |
| Junior Grand Prix, Países Bajos |           |           |           | 23.º      |           |           |
| Gardena Spring Trophy           |           |           |           | 5.º J.    |           |           |
| European Youth Olympic Festival |           |           |           | 4.º J.    |           |           |
| Triglav Trophy                  |           | 4.º N.    | 4.º N.    |           |           |           |
| Merano Cup                      |           | 3.º N.    |           |           |           |           |